# Prussiens
Cet article concerne un peuple. Pour les biscuits du même nom, voir Prussien (pâtisserie).
Les Prussiens, Pruthènes ou Borusses (ce dernier terme étant dérivé du premier) étaient un peuple balte habitant le pourtour sud-est de la mer Baltique, entre la Vistule et le Niémen.
Après la conquête des Prussiens par les chevaliers-moines de l'ordre Teutonique (XIIIe siècle) et la fondation du duché de Prusse (1525), le terme Prussiens a finalement servi à désigner l'ensemble des habitants du duché (puis du royaume), qui étaient majoritairement d'origine allemande.
La langue dite du vieux-prussien s'est éteinte au XVIIe siècle.

## Histoire

### Origines

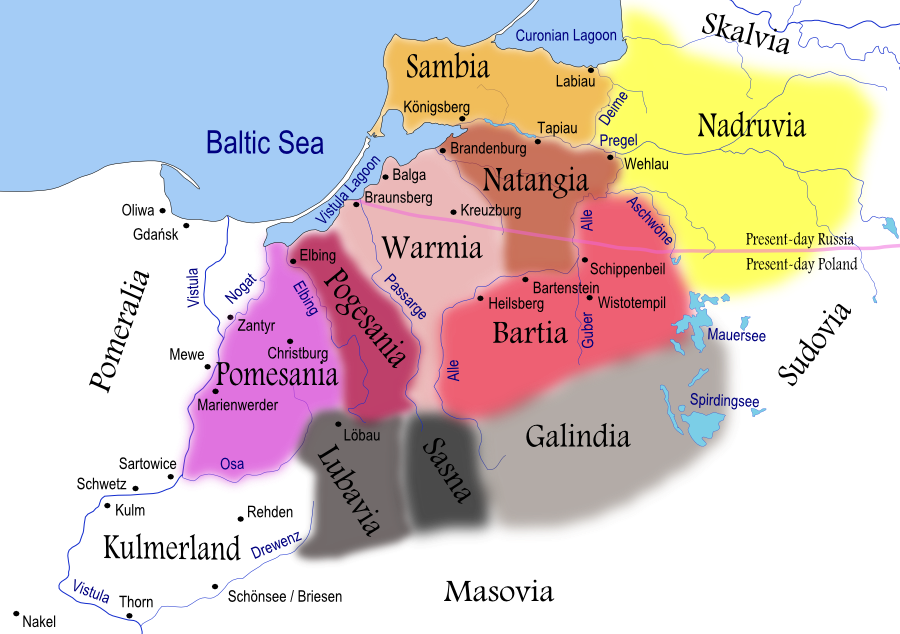
Les clans prussiens au XIIIe siècle. NB : Les Galindiens étaient des Baltes mais pas des Prussiens ; la Lubavie et la Sasnie avaient une population prusso-polonaise.

Les Borusses (« les presque Russes ») se seraient individualisés, au sein du sous-groupe des Baltes occidentaux, à compter du Ve siècle. Par la suite, ils se sont divisés en plusieurs tribus. Les Aesti dont Tacite faisait mention dans Germania pourraient bien avoir été des Prussiens. 
Les Borusses étaient divisés, à l'origine, en neuf clans auxquels s'associaient les Galindiens, les Sudoviens et les Skalviens de façon plus au moins permanente. Ainsi, les chroniques mentionnent parfois douze provinces de la Prusse pré-teutonique. Les Nadruviens étaient le clan le plus puissant et celui qui résista, par la suite, le plus longuement à l'invasion et l'assimilation germanique.

### Disparition des Prussiens baltes au profit des Prussiens germaniques

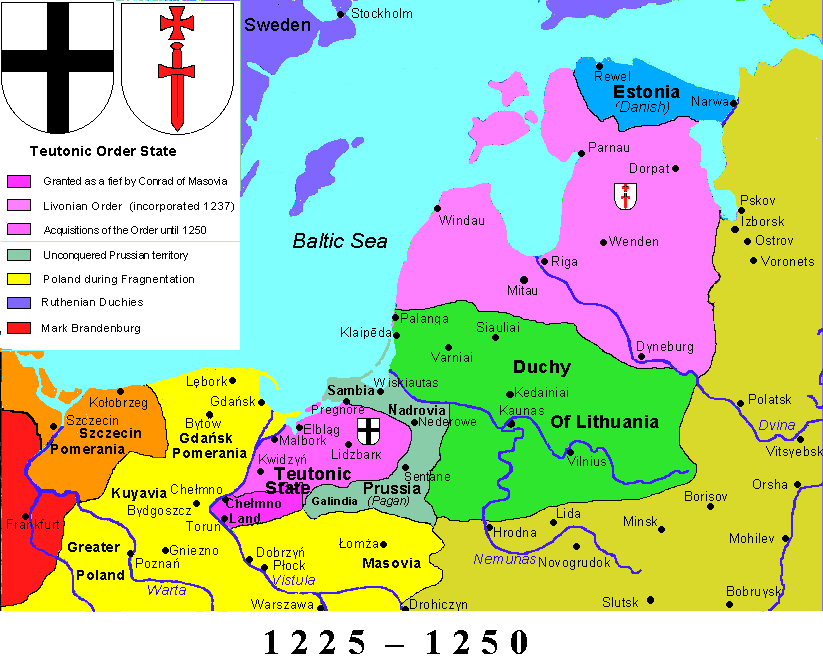
Expansion de l'État monastique des chevaliers teutoniques aux dépens des Prussiens.

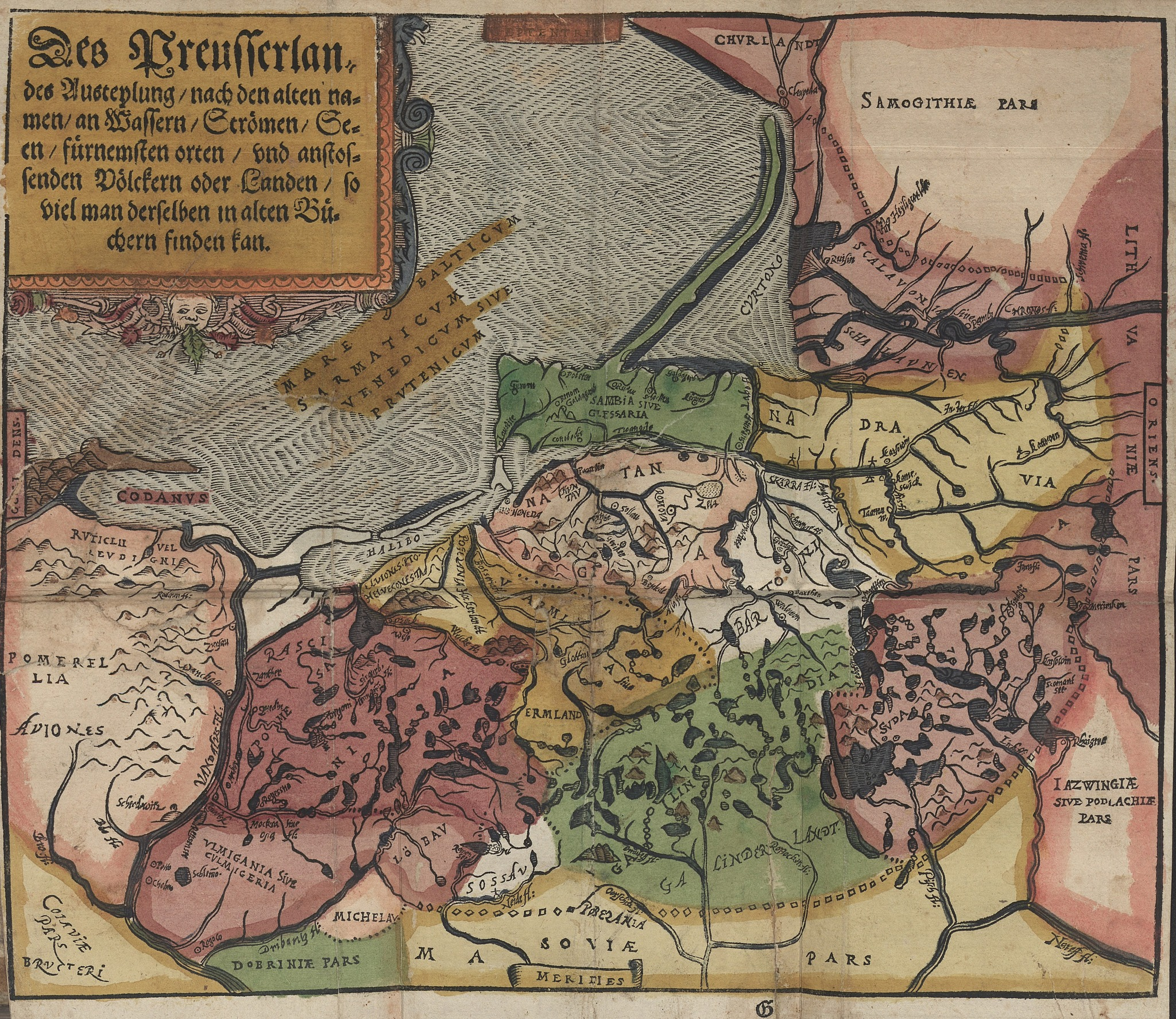
1584 carte de l'ancienne Prusse Des Preusserlandes Austeylung, nach den alten namen,... avec des terres prussiennes marquées et d'anciens toponymes.

Après des tentatives en 997 et 1114 pour soumettre les Baltes occidentaux, le duché de Mazovie intensifia ses attaques, à partir de 1209, pour soumettre ces peuples païens. En représailles, ceux-ci firent des incursions en Mazovie. Ne parvenant pas à les vaincre, le duc Conrad Ier de Mazovie invita d'abord les chevaliers de l’Ordre Teutonique à s’installer sur ses territoires, à la frontière avec les Borusses, puis les encouragea en 1231 à pénétrer sur les territoires de ces derniers. Par la bulle d'or de Rimini, l’empereur Frédéric II puis le pape proclamèrent la Prusse marche de l'Empire, comme telle confiée à la garde des chevaliers teutoniques. Au milieu du XIIIe siècle, les Borusses tentèrent une ultime révolte qui ne fit que précipiter leur déclin. Les Prussiens du sud-ouest furent vaincus et conquis en une dizaine d'années ; ceux du sud-est et du nord-est furent conquis dans la seconde moitié du XIIIe siècle. En l'an 1300, tous les peuples baltes occidentaux étaient sous l'autorité de l'État monastique des chevaliers teutoniques. 
De 170 000 vers l'an 1200, les Borusses ne furent plus que 90 000 vers 1300. La Prusse devint alors une terre de colonisation allemande : des terres agricoles furent données généreusement aux colons venus des régions de langue allemande, originaires d'Allemagne septentrionale, de Frise et de Hollande.
Par la suite, il y eut deux grandes vagues de nouveaux arrivants en Prusse :
- au XVIe siècle, par suite de l'adoption du luthéranisme en Prusse et aux guerres de religion en Allemagne ;
- à la fin du XVIIe siècle, la révocation de l'édit de Nantes en 1683 expulsa  les protestants de France, et leur départ vers des pays du Refuge fut orienté principalement vers la Prusse à l'invitation du Brandebourg.

En 1709-1710 la région fut ravagée par la peste et, pour repeupler certaines contrées désertées, on fit appel à de nombreuses populations germaniques protestantes de la région de Salzbourg et de Suisse alémanique.
L'arrivée des colons amorça un net déclin dans l'utilisation du vieux-prussien et les populations autochtones adoptèrent progressivement la langue des nouveaux venus, qui était aussi celle de l'administration. Les Vieux-Prussiens, peu nombreux car déjà largement décimés par les chevaliers teutoniques au XIIIe siècle, subiront une politique de germanisation qui eut pour  résultat de les assimiler à la population d'origine allemande.

## Civilisation

### Tribus
La décomposition des tribus prussiennes est détaillée dans Chronicon terrae Prussiae (1326) de Pierre de Duisbourg, prêtre de l'ordre Teutonique. Il inventorie onze territoires et dix tribus, désignées suivant leur localisation géographique : 
|    | latin     | allemand         | lituanien | prussien reconstruit | voir aussi |
| -- | --------- | ---------------- | --------- | -------------------- | ---------- |
| 1  | Pomesania | Pomesanien       | Pamedė    | Pameddi              | Pomésanie  |
| 2  | Varmia    | Ermland, Warmien | Varmė     | Wārmi                | Ermeland   |
| 3  | Pogesania | Pogesanien       | Pagudė    | Paguddi              | Pomésanie  |
| 4  | Natangia  | Natangen         | Notanga   | Notangi              | Natangiens |
| 5  | Sambia    | Samland          | Semba     | Semba                | Sambiens   |
| 6  | Nadrovia  | Nadrauen         | Nadruva   | Nadrāuwa             | Nadruviens |
| 7  | Bartia    | Barten           | Barta     | Barta                | Bartiens   |
| 8  | Scalovia  | Schalauen        | Skalva    | Skallawa             | Skalviens  |
| 9  | Sudovia   | Sudauen          | Sūduva    | Sūdawa               | Sudoviens  |
| 10 | Galindia  | Galindien        | Galinda   | Galinda              | Galindiens |
| 11 | Culm      | Kulmerland       | Kulmas    | Kulmus               | Culmiens   |